# August von Bose

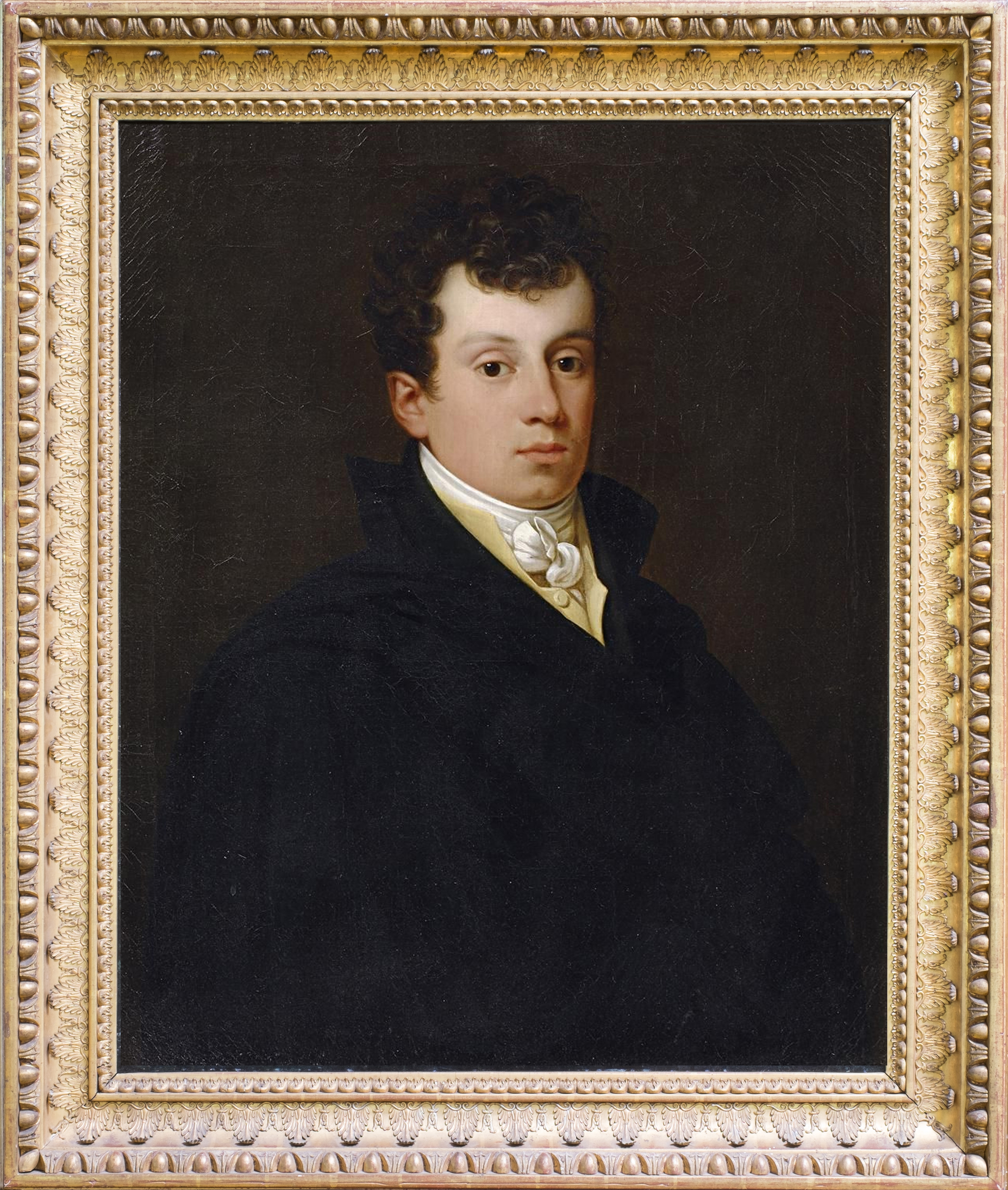
Carl August Carl Graf von Bose

Carl August Carl Graf von Bose, auch August Carl Graf Bose, (* 24. November 1787 in Dresden; † 11. Februar 1862 ebenda) war ein königlich-sächsischer wirklicher Geheimer Rat und Hofmarschall des Königs von Sachsen sowie Besitzer der Rittergüter Gamig und Neuschönfels.

## Leben
Carl August Graf von Bose entstammte der vogtländischen Linie des sächsischen Adelsgeschlechts von Bose, das bis in das 18. Jahrhundert bei der Schreibung seines Namens bewusst auf die Verwendung des Adelsprädikats verzichtete. Er war der Enkelsohn des kursächsischen Oberkammerherrn Friedrich Carl Graf von Bose (1726–1767) und der Juliane Wilhelmine geb. von Putbus aus dem Hause Einsiedelsburg (1728–1798). Carl Graf von Bose war sein Vater und Charlotte Wilhelmine Gräfin von der Schulenburg (1760–1813) seine Mutter.
Als junger Mann trat er in kursächsische Dienste ein und wurde Kammerjunker und anschließend Kammerherr. Unter König Anton von Sachsen erfolgte seine Ernennung zum wirklichen Geheimen Rat und Hofmarschall. Er wohnte am Altmarkt Nr. 10, später im Englischen Viertel in der Lüttichaustraße 24.

## Familie
August Graf von Bose war seit 1813 verheiratet mit Katharina Natalie Elisabeth von Löwenstern aus Livland (1795–1879). Aus der gemeinsamen Ehe gingen fünf Kinder hervor, neben vier Töchtern der einzige Sohn Carl August Graf von Bose (1814–1887), der Wissenschaftler wurde und als letzter männlicher Vertreter des vogtländischen (Netzschkauer) Zweiges seiner Familie im Jahre 1887 in Baden-Baden verstarb.